# Bruno Carabetta
Bruno Carabetta (* 27. Juli 1966 in Mülhausen) ist ein ehemaliger französischer Judoka. Er war Olympiadritter 1988 und dreifacher Europameister.

## Sportliche Karriere
Der 1,72 m große Carabetta kämpfte bis 1991 überwiegend im Halbleichtgewicht, in dieser Gewichtsklasse war er 1988 und 1991 französischer Meister. 
1985 war Carabetta Junioreneuropameister. 1986 siegte er im April bei den Juniorenweltmeisterschaften und verteidigte im November seinen Europatitel. 1988 gewann er im Februar das Tournoi de Paris. Im Mai siegte er im Finale der Europameisterschaften über den Deutschen Guido Schumacher. Im September 1988 fanden die Olympischen Spiele in Seoul statt. Nach drei Siegen unterlag Carabetta im Viertelfinale gegen den Südkoreaner Lee Kyung-keun. Nach Siegen in der Hoffnungsrunde über den Argentinier Claudio Yafuso und den Ungarn Tamás Bujkó erhielt Carabetta eine Bronzemedaille. 
Im Mai 1989 siegte Carabetta im Finale der Europameisterschaften gegen Sergei Kosmynin aus der Sowjetunion. Fünf Monate später verlor er im Halbfinale der Weltmeisterschaften in Belgrad gegen Udo Quellmalz aus der DDR, im Kampf um Bronze besiegte Carabetta den Westdeutschen Stefan Buben. 1990 gewann er durch einen Sieg über Udo Quellmalz seine dritte Goldmedaille bei Europameisterschaften. Nach fünften Plätzen bei den Europameisterschaften und den Weltmeisterschaften 1991 wechselte Carabetta ins Leichtgewicht. In dieser Gewichtsklasse gewann er bei den Europameisterschaften 1992 Silber hinter dem Österreicher Norbert Haimberger. Bei den Olympischen Spielen in Barcelona verlor Carabetta in seinem zweiten Kampf gegen den Deutschen Stefan Dott. Nach drei Siegen in der Hoffnungsrunde verlor er im Kampf um die Bronzemedaille gegen den Südkoreaner Chung Hoon. Nach der Saison 1992 endete Carabettas internationale Karriere.